# Forsterygion malcolmi
Forsterygion malcolmi es una especie de pez de la familia Tripterygiidae en el orden de los Perciformes.

## Morfología
• Los machos pueden llegar alcanzar los 12,2 cm de longitud total.

## Alimentación
Come principalmente crustáceos y gasterópodos pequeños.

## Hábitat
Es un pez de mar y de clima templado y demersal que vive entre 2-35 m de profundidad.

## Distribución geográfica
Se encuentran en Nueva Zelanda.

## Observaciones
Es inofensivo para los humanos.